# ییپسینگ‌هایزن
ییپسینگ‌هایزن (به هلندی: Jipsinghuizen) یک آبادی در هلند است که در فلاخت‌وده واقع شده‌است. ییپسینگ‌هایزن ۱۴۰ نفر جمعیت دارد.